# Comuna Starîi Porîțk, Ivanîci
Starîi Porîțk (în ucraineană Старий Порицьк) este o comună în raionul Ivanîci, regiunea Volînia, Ucraina, formată din satele Klopociîn și Starîi Porîțk (reședința).

## Demografie
Componența lingvistică a satului Starîi Porîțk
     Ucraineană (98,04%)
     Rusă (1,96%)
Conform recensământului din 2001, majoritatea populației satului Starîi Porîțk era vorbitoare de ucraineană (98,04%), existând în minoritate și vorbitori de rusă (1,96%).